# Совет военного командования спасения республики
Совет военного командования спасения республики, СВКСР (фр. Conseil de commandement militaire pour le salut de la République, CCMSR) — чадская повстанческая группировка, основанная в июле 2016 года в результате раскола в ФПЗЧ. Ведёт активную вооружённую борьбу против действующего правительства Чада и пользуется поддержкой в Ливии. В состав группировки входят несколько этнических групп: тубу, загава и арабы. Значительная часть бойцов являются бывшими членами Союза сил сопротивления.